# Der Ruf (1949)
Der Ruf (internationaler Titel: The Last Illusion) ist ein tragischer Spielfilm des ungarischen Regisseurs Josef von Báky, basierend auf einem Drehbuch des österreichischen Regisseurs und Schauspielers Fritz Kortner. Der am 19. April 1949 im Berliner Marmorhaus uraufgeführte Kinofilm nahm an den Internationalen Filmfestspielen von Cannes 1949 teil.

## Handlung
„Der Ruf“ gehört zur Gattung der Trümmerfilme. Er handelt von einem jüdischen Professor, der wenige Jahre nach Ende des Zweiten Weltkriegs aus 15-jähriger Emigration in den USA nach Deutschland zurückkehrt. Zwar erhält er seine frühere Arbeitsstelle, macht aber wie viele andere Rückkehrer die Erfahrung, dass sowohl frühere Arbeitskollegen als auch seine Familie die verinnerlichten reaktionären und nationalsozialistischen Auffassungen nicht abgelegt haben und erfährt daher Schikane und Ablehnung. Im zermürbenden Kampf gegen diese Einstellungen stirbt er. 

## Hintergrund
Der Film entstand im Atelier München-Geiselgasteig mit Außenaufnahmen aus München und Umgebung.
Die Hauptrolle des Professors Mauthner wird von Fritz Kortner selbst gespielt. Die Handlung des Films trägt Züge seines Lebens: Kortner, eigentlich Fritz Nathan Kohn, war ebenfalls Jude, aus dem Dritten Reich in die USA emigriert und Ende 1947 nach Deutschland zurückgekommen. In weiteren Rollen sind beispielsweise Fritz Benscher, Hans Clarin, Walter Janssen, Georg Lehn, Wolfried Lier, Angelika Schrobsdorff zu sehen. Die Kamera führte Werner Krien, die Filmmusik stammt von Georg Haentzschel, als Szenenbildner wirkte Fritz Maurischat. Wolfgang Becker schnitt den Film und assistierte bei der Regie. Produktionsfirma war die von Josef von Báky gegründete Objectiv-Film GmbH in München-Geiselgasteig, Produktionsleiter Richard König.
Eine Besonderheit des Films ist, dass die Figuren je nach Situation Deutsch oder Englisch sprechen, was für das USA-Exil der Hauptfigur sowie allgemein für die Zeit der damaligen Besatzung Deutschlands durch u. a. die US-Amerikaner realistisch ist.

## Kritik
Der Evangelische Film-Beobachter lobt zwar, dass das Werk von seinem humanen Thema her Gewicht habe, bemängelt aber, dass der Film künstlerisch nur von sehr zweifelhaftem Wert sei.

## Einzelne Nachweise
1. ↑  Alfred Bauer: Deutscher Spielfilm Almanach. Band 2: 1946–1955, S. 75 f.
2. ↑  Evangelischer Presseverband München, Kritik Nr. 357/1967